# 阿努比斯象兜蟲
阿努比斯象兜蟲，又稱阿努比斯大兜蟲，是金龜子科象兜蟲屬的一個種。

## 描述
阿努比斯象兜蟲體長約90毫米（包括角）。該甲蟲又大又重，通體黑色，但表面柔軟如天鵝絨，因為它們身上密布黃灰色的灰塵。雄蟲比雌蟲大得多，頭部有一個中等長度的彎曲角。在前胸有一個短的中間角。雌性沒有角。腿相對較長，有鋒利的爪子。
阿努比斯象兜蟲被視為害蟲。幼蟲生活和發育期為1至2年。它們以蒲葵（Livistona chinensis）的花序為食。成蟲主要以腐爛的果實為食，可在1月至4月間發現。

## 分布
該物種分佈於新熱帶地區（巴西）。